# 이바라정 (이바라시)
이바라정(井原町)은 오카야마현 이바라시에 속하는 지역명이다. 과거에 존재했던 시쓰키군 이바라정에 해당한다. 우편번호는 715-0019(이하라 우체국 관할구역). 인구는 5050명(남성 2323명, 여성 2727명). 세대수는 2091세대(2014년 4월 현재)
1. ↑  井原市の人口と世帯数｜お知らせ｜井原市 2013年5月11日閲覧。
2. ↑  Google Earth에서 가져온 것임